# Russell Tucker
Russell Wayne George Tucker (Barberton, 11 aprile 1990) è un discobolo sudafricano, vincitore della medaglia d'oro ai Giochi panafricani nel 2015 e campione africano a Durban 2016.

## Progressione
- 2012 – 58,84 m
- 2013 – 59,27 m
- 2014 – 62,15 m
- 2015 – 62,74 m
- 2016 - 64,24 m

## Palmarès
| Anno | Manifestazione      | Sede        | Evento           | Risultato | Prestazione | Note |
| ---- | ------------------- | ----------- | ---------------- | --------- | ----------- | ---- |
| 2011 | Giochi panafricani  | Maputo      | Lancio del disco | Bronzo    | 55,98 m     |      |
| 2012 | Campionati africani | Porto-Novo  | Lancio del disco | Bronzo    | 57,99 m     |      |
| 2014 | Campionati africani | Marrakech   | Lancio del disco | Argento   | 62,15 m     |      |
| 2015 | Universiadi         | Gwangju     | Lancio del disco | 7º        | 57,31 m     |      |
| 2015 | Giochi panafricani  | Brazzaville | Lancio del disco | Oro       | 60,41 m     |      |
| 2016 | Campionati africani | Durban      | Lancio del disco | Oro       | 61,44 m     |      |